# Airbus

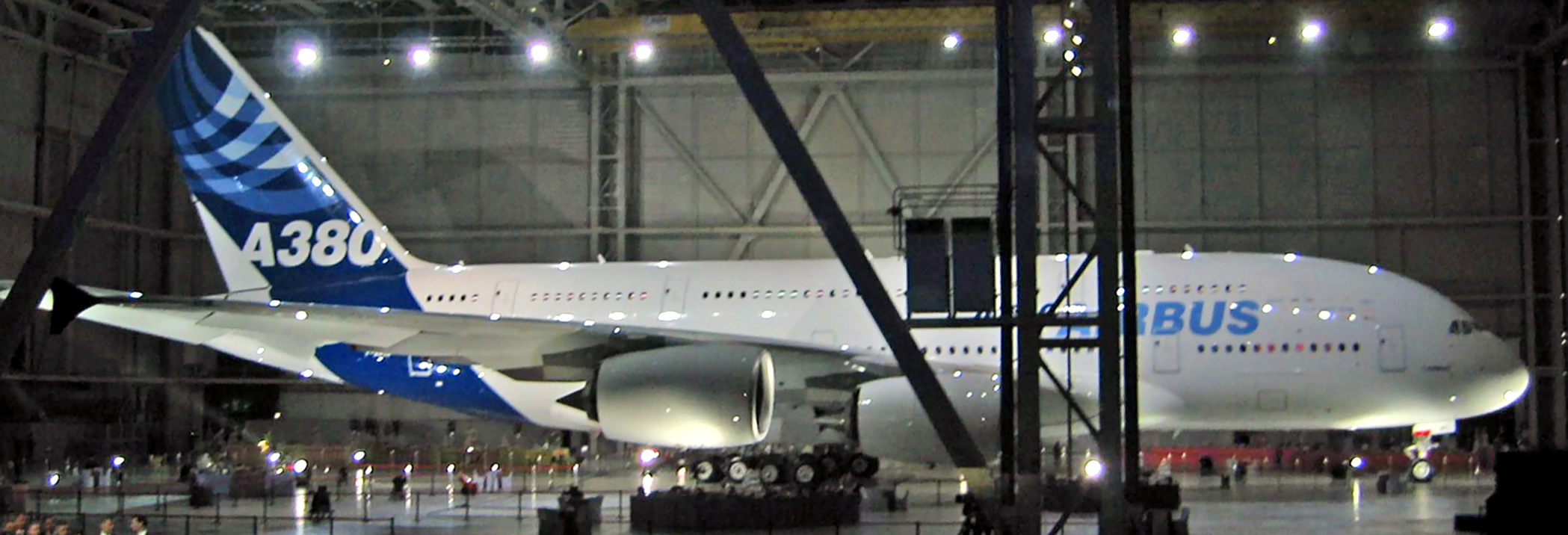
Airbus A380

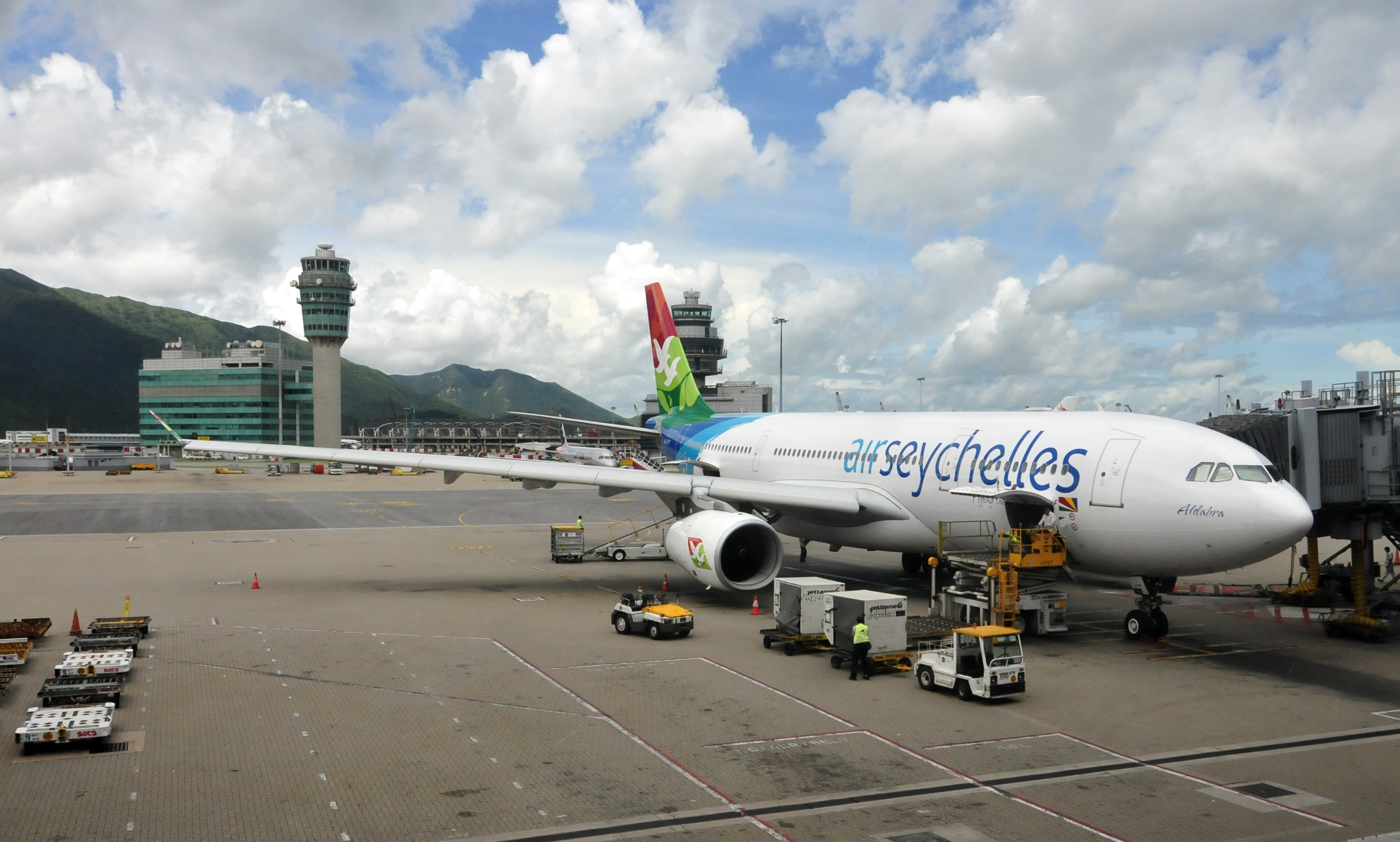
Airbus A 330-200

Airbus S.A.S., més coneguda com a Airbus, és una gran empresa paneuropea aeronàutica i aeroespacial. Va ser creada el 2001 a Tolosa de Llenguadoc, com una S.A.S (Societat per Accions Simplificada, del francès: Société par Actions Simplifiée). Anteriorment havia estat un consorci denominat Airbus Industries, que no s'encarregava del procés de fabricació dels avions, sinó simplement de coordinar el procés de disseny i venda.

## Història

### Origen
El setembre de 1967, els governs del Regne Unit, Alemanya i França van signar un memoràndum d'enteniment per al desenvolupament d'un avió de 300 places. Aquest seria el segon projecte conjunt d'avió a Europa, després del Concorde. En els mesos següents van sorgir dubtes per part dels governs britànic i francès sobre la viabilitat del projecte, i va caldre modificar-ho perquè pogués usar motors ja desenvolupats i reduir així els costos.
El 1969 el govern britànic va retirar-se del programa. Donada la participació de Hawker Siddeley, l'empresa seleccionada pel govern britànic (que sense el seu suport financer no hi podia continuar), en el desenvolupament de l'ala, els francesos i alemanys es van veure incapaços de continuar en solitari. Finalment la companyia britànica va continuar com contractista gràcies al suport financer alemany.
El consorci va ser creat el 1970 per les companyies francesa Aerospatiale i alemanya Deutsche Aerospace com a fabricant europeu d'avions. El 1971 l'empresa espanyola CASA (Construccions Aeronàutiques Societat Anònima) es va incorporar al consorci, i el 1979 ho va fer l'anglesa British Aerospace.
Des del principi el consorci es va fixar com a objectiu competir amb el principal fabricant d'avions del món, la companyia nord-americana Boeing, que en aquella època anava adquirint una posició cada vegada més dominant en el sector de l'aviació civil. Després de la fusió d'Aèrospatiale, CASA i Deutsche Aerospace per crear EADS, (European Aeronautic, Defense and Space Company), aquesta última ha passat a controlar el 80% d'Airbus, quedant el 20% restant en mans de BAE Systems PLC (British Aerospace).

### Consolidació

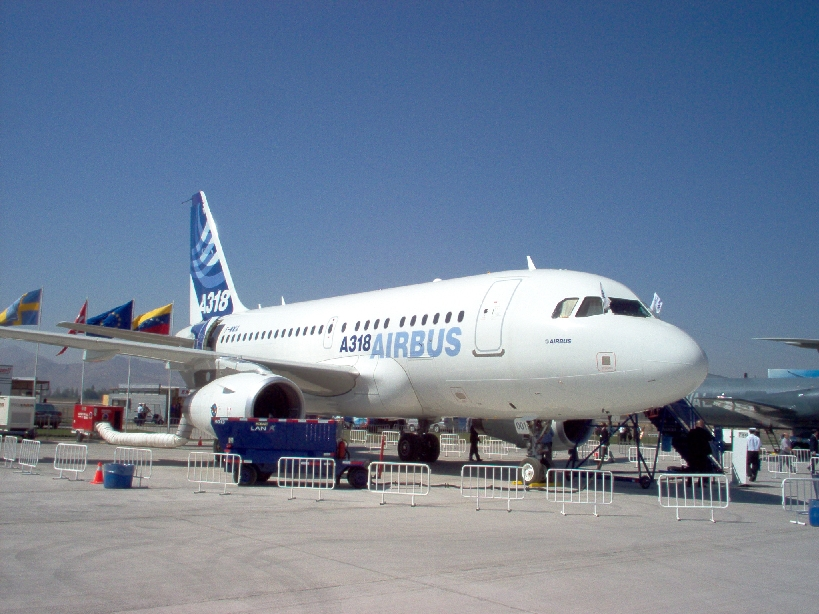
Airbus A318

El primer model que va fabricar el consorci, i que va aparèixer el 1972, va ser el A300, un avió per a rutes d'abast mitjà, de doble passadís, innovador en nombrosos aspectes, com la racionalització del compartiment d'equipatges i la càrrega mitjançant contenidors. L'avió no va ser un èxit immediat, en un mercat dominat pels fabricants nord-americans, i només va aconseguir vendes importants a Europa. Això es va veure agreujat per la Crisi del petroli de 1973, que va afectar greument les aerolínies, i amb això, la llista de comandes.
Airbus va estar a punt de fer fallida, en un moment va arribar a tenir 14 avions completament acabats sense vendre esperant a terra per un comprador, després de 16 mesos sense cap comanda nova. La compra de diversos avions per part de la nord-americana Eastern Airlines va marcar un punt d'inflexió en les vendes i la salvació d'Airbus. Poc després Airbus va presentar el A310, una variant més curta de l'anterior, ja que algunes aerolínies es queixaven que l'A300 era molt gran. En els anys 1980 es va iniciar la fabricació d'altres variants dels dos models existents i, sobretot, es va presentar el nou A320, un avió d'un passadís per a trajectes curts i mitjans, de tecnologia revolucionària.
Airbus va prescindir per primera vegada en aquest model de les conduccions hidràuliques per a governar les superfícies de vol, substituint-les per cables elèctrics (control per senyals elèctrics) i petits motors situats en aquestes superfícies. Els pilots usen una palanca de comandament situada en un costat, en lloc de la clàssica columna enfront del seient. Les ordres de vol són transmeses a un ordinador, el qual calcula la seva idoneïtat i les transmet al seu torn a les superfícies de vol. L'A320 ràpidament es va popularitzar, obtenint un èxit notable, i competeix amb el model B737 de Boeing. També en aquest cas Airbus va desenvolupar variants, una més gran, el A321, i dues més petites, els A319 i A318.
En l'dècada dels 90 Airbus va presentar dos models addicionals de doble passadís, concebuts per a rutes de llarg abast, el bimotor A330 i el quadrimotor A340. El seu disseny aerodinàmic i les característiques dels seus motors els converteixen en avions molt econòmics. Per descomptat, aquests models disposen de l'avançada tecnologia del A320. En tots els seus models Airbus ha anat incorporant, a més, cabines de comandament revolucionàries, ja que es prescindeix d'un nombre elevat d'instruments clàssics, que se substituïxen per diverses pantalles de vídeo, en les quals apareixen les dades i la informació que interessen als pilots a cada moment.
El gener de 2005, Airbus ha presentat el seu nou superjumbo A380 amb el qual pretén competir contra el B747 del seu rival nord-americà Boeing. Es tracta de l'avió de passatgers amb més places del món, només superat en grandària per l'Airbus A340-600 (en la categoria d'avions comercials). Amb una grandària de gairebé 71 x 80 metres i 540 tones de pes màxim a l'enlairament, posseeix 2 plantes per a passatge i un celler inferior de càrrega; pot transportar a més de 800 passatgers en configuració d'alta densitat. Se'n preveu una versió de transport de mercaderies.

## Formació d'Airbus Industrie
Airbus A300, el model d'avió per primera vegada per Airbus.
Airbus Industrie va ser formalment establerta com (Groupement d'intérêt économique d'Interès Econòmic o GIE) el 18 de desembre de 1970. S'havia format per una iniciativa del govern entre França, Alemanya i el Regne Unit que es va originar el 1967. El nom de "Airbus" va ser presa d'un terme no-patentat utilitzat per les aerolínies a la dècada de 1960 per referir-se a un avió comercial d'una determinada mida i abast, d'aquest terme és acceptable per als francesos lingüísticament. Aerospatiale i Deutsche Airbus van prendre cadascun una quota de 36,5% dels treballs de producció, Hawker Siddeley 20% i Fokker-VFW 7%. Cada empresa hauria de lliurar les seves seccions com totalment equipada, a punt per volar articles. L'octubre de 1971 l'empresa espanyola CASA va adquirir una participació del 4,2% d'Airbus Industrie, amb Aerospatiale i Deutsche Airbus reduir la seva participació en el 47,9%. El gener de 1979, British Aerospace, que havia absorbit Hawker Siddeley el 1977, va adquirir una participació del 20% d'Airbus Industrie. Els accionistes majoritaris van reduir les seves accions a 37,9%, mentre que CASA manté el seu 4,2%.
El desenvolupament de l'Airbus A300
L'Airbus A300 seria el primer avió desenvolupat, fabricat i comercialitzat per Airbus. A principis de 1967, el "A300" segell va començar a ser aplicat a un seient proposta 320, avió bimotor. Després de l'acord de 1967 tri-govern, Roger Beteille va ser nomenat director tècnic del projecte de desenvolupament A300. Beteille desenvolupat una divisió del treball que seria la base de la producció d'Airbus en els propers anys: França fabricació de la cabina, control de vol i la part inferior central del fuselatge, l'Hawker Siddeley, la tecnologia Trident l'havia impressionat, va ser per la fabricació de les ales, Alemanya hauria de fer les seccions de buc davantera i posterior, així com la part superior central; Els neerlandesos farien els flaps i alerons, i finalment Espanya (encara no és soci de ple dret) faria que l'estabilitzador horitzontal. El 26 de setembre 1967, els governs alemany, francès i britànic van signar un Memoràndum d'Entesa a Londres, que va permetre als estudis de desenvolupament continu. Això també es va confirmar la companyia Sud Aviation en el "plom", que França i el Regne Unit que tenen cadascun una quota de treball de 37,5% amb Alemanya del 25%, i que Rolls-Royce es fabriquen els motors.
En el rostre d'un tebi suport d'avions de 300 seients d'Airbus A300, els socis van presentar la proposta de la A250, convertint-se més tard en el A300B, un avió de passatgers 250 seients impulsat pels motors preexistents. Això redueix dramàticament els costos de desenvolupament, com el Rolls-Royce RB207 per ser utilitzat en el A300 representa una gran proporció dels costos. El RB207 també havien patit dificultats i retards, atès que Rolls-Royce estava concentrant els seus esforços en el desenvolupament d'un altre motor de reacció, el RB211 per al Lockheed L-1011 i Rolls-Royce d'entrar en l'administració a causa de la fallida el 1971. El A300B era més petita però més lleuger i més barat que els seus tres motors rivals nord-americans.
El 1972, l'A300 va fer el seu primer vol i el primer model de producció, la A300B2 va entrar en servei el 1974, encara que el llançament del A300 es va veure enfosquida per la igualment oportuna avió supersònic Concorde. Inicialment, l'èxit del consorci era pobre, però les comandes de l'aeronau va recollir, en part a causa de la capacitat de comercialització utilitzades per Bernard Lathière CEO d'Airbus, apuntant les línies aèries als Estats Units i l'Extrem Orient. El 1979 el consorci havia 256 comandes d'A300, i Airbus havia llançat un avió més avançat, el A310, l'any anterior. Va ser el llançament del A320 el 1981 que garanteix la situació d'Airbus com un jugador important en el mercat d'avions - l'avió havia més de 400 ordres abans que va volar per primera vegada, en comparació amb 15 per l'A300 el 1972.

## Transició a l'Airbus SAS
Les companyies accionistes d'Airbus Industrie mantenien cadascuna els seus equips i recursos de disseny i producció. Així doncs Airbus tan sols s'ocupava de les vendes i màrqueting dels seus models i serveis. Aquest sistema d'organització va portar a ineficiències degut al desacord entre els equips i directius de les quatre companyies sòcies. Aquest fet es veiea agreujat per ser alhora accionistes i subcontractats dels consorci, cadascuna cercant maximitzar els beneficis de la part de treball que tenien assignada.
A la dècada de 1990 el llavors CEO d'Airbus Jean Pierson va argumentar que calia un canvi organitzatiu i establir Airbus com una companyia convencional. La integració va ser difícil a causa de la valoració dels actius de quatre empreses, així com qüestions legals, retard en la iniciativa. El desembre de 1998, quan es va informar que British Aerospace i DASA estaven prop de la fusió, Aérospatiale paralitzat les negociacions sobre la conversió d'Airbus, la companyia francesa té por de la combinació de BAe / DASA, que tindrien un 57,9% d'Airbus, que dominen la societat i insistir en una divisió de 50/50. No obstant això, el problema es va resoldre el gener de 1999, quan va abandonar les converses amb BAE DASA a favor de la fusió amb els sistemes de Marconi Electronic convertir-se en BAE Systems. Després, el 2000 tres de les quatre empreses associades (DaimlerChrysler Aerospace, successor de Deutsche Airbus, Aérospatiale-Matra, successor de Sud-Aviation, i CASA) es van fusionar per formar EADS, simplificant el procés. Ara és propietat d'EADS Airbus França, Airbus Deutschland i Airbus Espanya i, per tant, el 80% d'Airbus Industrie. BAE Systems i EADS la transferència dels seus actius de producció de la nova companyia, Airbus SAS, a canvi de participacions en aquesta empresa.

## El desenvolupament de l'A380
L'Airbus A380, l'avió de passatgers més gran del món, va entrar en servei comercial el 2007.
L'estiu de 1988 un grup d'enginyers d'Airbus, dirigit per Jean Roeder, va començar a treballar en secret en el desenvolupament d'un avió de passatgers de capacitat ultra-elevada. L'objectiu era completar la pròpia gamma de productes i alhora trencar el domini que Boeing havia gaudit en aquest segment de mercat des de principis de 1970 amb els seus 747. El projecte va ser anunciat al festival aeri de Farnborough el 1990, anicant que tindria un els costos operatius un 15% més baixos que el Boeing 747-400. Airbus va organitzar quatre equips de dissenyadors, un de cadascun dels seus socis d'EADS (Aérospatiale, DASA, British Aerospace, EADS CASA), per proposar noves tecnologies per als seus dissenys de futures aeronaus. El juny de 1994 Airbus va començar a desenvolupar el seu propi avió de passatgers de gran mida, llavors designat A3XX. Airbus considera diversos dissenys, fins i tot un consistent en dos fuselatges de l'Airbus A340, que era el major avió d'Airbus en el moment, disposats en paral·lel. El disseny A3XX es va concretar en un fuselatge amb dos pisos per a passatgers.
Cinc A380 van ser construïts per a finalitats de prova i demostració. El primer A380 va ser presentat en una cerimònia a Toulouse el 18 de gener de 2005, i el seu primer vol va tenir lloc el 27 d'abril de 2005. Després de superar amb èxit l'aterratge de tres hores i 54 minuts més tard, el cap de pilot de proves, Jacques Rosay, va dir que enarboren l'A380 havia estat "com manejar una bicicleta". L'1 de desembre de 2005, l'A380 va assolir la seva velocitat màxima de Mach 0,96. El 10 de gener de 2006, l'A380 va fer el seu primer vol transatlàntic a Medellín a Colòmbia.
El 3 d'octubre de 2006, conseller delegat, Christian Streiff, va anunciar que el motiu del retard de l'Airbus A380 va ser l'ús de programari incompatible utilitzats en el disseny de l'aeronau. En primer lloc, la planta de Tolosa utilitza l'última versió 5 de CATIA (fabricada per Dassault), mentre que el centre de disseny a la fàbrica de Finkenwerder (Hamburg) utilitzaven l'antic i incompatible la versió 4. El resultat va ser que els 530 quilòmetres de cables de cablejat a tot l'avió va haver de ser completament redissenyat. Tot i que no s'havia cancel·lat ordres, Airbus encara havia de pagar milions en sancions de lliurament tardana.
El primer avió va ser lliurat a Singapore Airlines el 15 d'octubre de 2007 i va entrar en servei el 25 d'octubre de 2007 amb un vol inaugural entre Singapur i Sydney. Dos mesos després, Singapore Airlines, Chew Choong Seng, conseller delegat va dir que l'A380 estava actuant millor que els de la línia aèria i Airbus havia previst, el 20% crema menys combustible per passatger que el 747-400 de la flota de la companyia aèria existents. Emirates va ser la segona companyia a acceptar el lliurament del A380 el 28 de juliol de 2008 i va començar a volar entre Dubai i Nova York l'1 d'agost de 2008. Qantas seguit el 19 de setembre de 2008, començant els vols entre Melbourne i Los Angeles el 20 d'octubre de 2008.

## La venda de la participació de BAE
L'abril de 2006 van sorgir notícies informant que la companyia britànica BAE Systems posava a la venda la seva participació del 20% d'Airbus, valorada en 3.500 milions d'€. La mesura va ser interpretada per molts analistes com una mesura per facilitar aliances amb empreses dels Estats Units d'Amèrica, tant en termes financers i polítics. BAE va demanar inicialment per acordar un preu amb EADS a través d'un procés informal. Tanmateix, a causa de la lentitud de les negociacions i els desacords sobre el preu, BAE exercir la seva opció de venda que va veure el banc d'inversió Rothschild, designat per donar una valoració independent.
El juny de 2006, Airbus es va veure embolicat en una controvèrsia internacional significativa sobre el seu anunci d'un nou retard en el lliurament de la seva A380. Arran de l'anunci, el valor de les accions associades va caure fins a un 25% en qüestió de dies, encara que aviat es va recuperar després. Les acusacions d'abús d'informació privilegiada per part de Noël Forgeard, CEO d'EADS, la majoria de les empreses matrius, ràpidament seguit. La pèrdua de valor associat causat gran preocupació per part de BAE, amb la premsa que descriu un "corredor de la fúria", entre BAE Systems i EADS, BAE amb creure que l'anunci va ser dissenyat per deprimir el valor de la seva quota. Un grup d'accionistes francès va presentar una demanda col·lectiva contra EADS en un tribunal neerlandès de no informar els inversors de les conseqüències financeres dels retards de l'A380, mentre que les companyies aèries a les que els lliuraments es va prometre s'espera que la demanda d'indemnització. Com a resultat, el cap d'EADS Noël Forgeard i del CEO d'Airbus, Gustav Humbert, va anunciar la seva renúncia el 2 de juliol de 2006.
El 2 juliol 2006 Rothschild valora la participació de BAE en 1,9 mil milions (2,75 € mil milions), molt per sota de les expectatives dels analistes de BAE, i fins i tot d'EADS. El 5 de juliol de BAE nomenats auditors independents per investigar com el valor de la seva participació en Airbus havia caigut de les previsions inicials, a la valoració de Rothschild, aquesta investigació addicional cap enrere qualsevol possible venda fins al setembre com a molt aviat. El 6 setembre 2006 BAE va accedir a vendre la seva participació en Airbus a EADS per $ 1.87 mil milions (2,75 € milions de dòlars, 3.53 mil millones dòlars), en espera d'aprovació dels accionistes de BAE. El 4 d'octubre els accionistes van votar a favor de la venda, el que deixa totalment propietat d'Airbus d'EADS.
El 9 d'octubre de 2006 Christian Streiff, el successor d'Humberto, va renunciar a causa de diferències amb la casa matriu EADS per la quantitat d'independència que se li concediria en l'aplicació del seu pla de sanejament d'Airbus. Serà succeït pel co-CEO d'EADS Louis Gallois, amb el qual Airbus passà sota un control més directe de la seva empresa matriu.

## La reestructuració de 2007
El 28 de febrer de 2007, Louis Gallois va anunciar uns plans de reestructuració de l'empresa. Titulat Power8, el pla de 10.000 llocs de treball es veu tallada més de quatre anys, 4.300 a França, 3.700 a Alemanya, 1.600 al Regne Unit i 400 a Espanya. 5.000 dels 10.000 estarien en subcontractistes. Les plantes de Saint Nazaire, Varel i Laupheim cara vendre o tancament, mentre que Méaulte, Nordenham i Filton estan "oberts als inversors". El 16 de setembre de 2008 la planta de Laupheim es vengué a un consorci Diehl-Thales per formar Diehl Aerospace i les operacions en Filton es van cedir a GKN del Regne Unit. Els anuncis que han donat lloc als sindicats d'Airbus a França la planificació de vaga, els treballadors d'Airbus a Alemanya, possiblement següent.

## Models d'avions

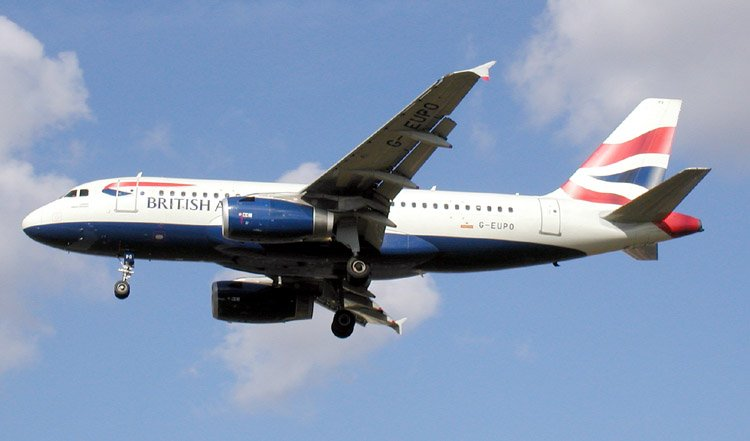
Airbus A319

- Airbus A300
- Airbus A310
- Airbus Beluga
- Airbus A318
- Airbus A319
- Airbus A320
- Airbus A321
- Airbus A330
- Airbus A340
- Airbus A350
- Airbus A380

### Productes militars
El gener de 1999, Airbus crea una companyia separada, Airbus Military per al desenvolupament i producció d'un avió de transport militar turbopropulsat (l'Airbus A400M). L'A400M és desenvolupat per diversos estats membres de l'OTAN com a alternativa al C-130 Hercules.
L'expansió d'Airbus cap als productes militars reduirà, encara que no eliminarà, l'exposició d'Airbus a l'efecte de caigudes cícliques en l'aviació civil. Els productes que gestiona Airbus military (2006) són: 
- Airbus A400M
- A310 MRTT (Multi Role Tanker Transport)
- A330 MRTT

## Presència internacional

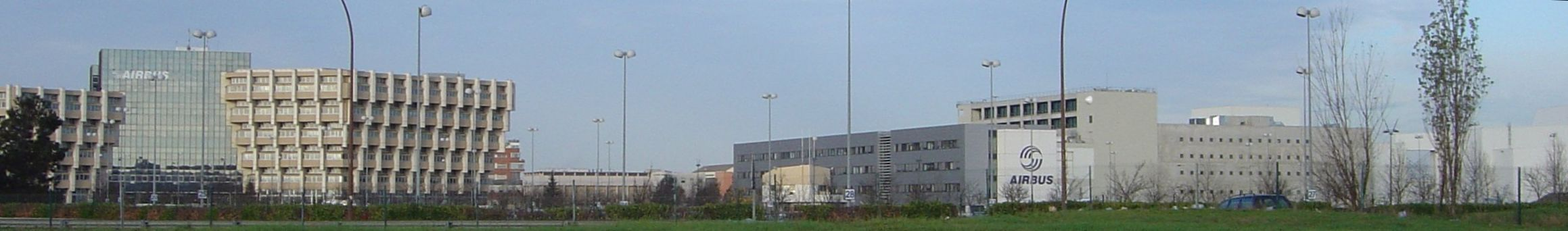
La principal fàbrica d'Airbus, vora l'Aeroport de Tolosa

Les tres línies d'acoblament d'Airbus són a Tolosa, França, (2 línies de muntatge) i Finkenwerder (Hamburg), Alemanya, (1 línia). Una quarta línia, per a l'Airbus A400M, està construit a Sevilla, Espanya. Airbus té a més diverses plantes en diferents ciutats europees reflectint la seva fundació com a consorci de diferents empreses. Una solució original per al problema del transport de les diferents parts entre les diferents plantes d'acoblament és l'Airbus Beluga, capaç de transportar secció senceres de fuselatge d'un avió Airbus. Boeing estudia aquesta solució i considerat la producció d'una versió del 747 per a transportar components del 787. Una excepció a aquest esquema és l'A380, que el seu fuselatge i ales són massa grans per al Beluga. Aquestes parts són transportades per vaixell fins a Bordeus i després per carretera fins a la planta de Tolosa.
Nord-amèrica és una regió important per Airbus en termes de vendes d'avions i peces. 2.000 del total d'aproximadament 5.300 jets venuts per Airbus són comprats per clients nord-americans. Segons Airbus, els contractes nord-americans mantenen 120.000 llocs de treballs i un negoci estimat de 5,5 bilions de dòlars (2003).